# (301638) Kressin
(301638) Kressin est un astéroïde de la ceinture principale.

## Description
(301638) Kressin est un astéroïde de la ceinture principale. Il fut découvert le 14 mars 2010 à Sonoita (IRO) par Rainer Kracht. Il présente une orbite caractérisée par un demi-grand axe de 2,76 UA, une excentricité de 0,30 et une inclinaison de 11,4° par rapport à l'écliptique.

## Compléments